# 스베틀라나 메드베데바
스베틀라나 블라디미로브나 메드베데바(러시아어: Светлана Владимировна Медведева), 1965년 3월 15일~)는 러시아의 퍼스트 레이디(2008~12)이며, 전 대통령이자 전 총리인 드미트리 메드베데프의 아내이다.

## 어린 시절

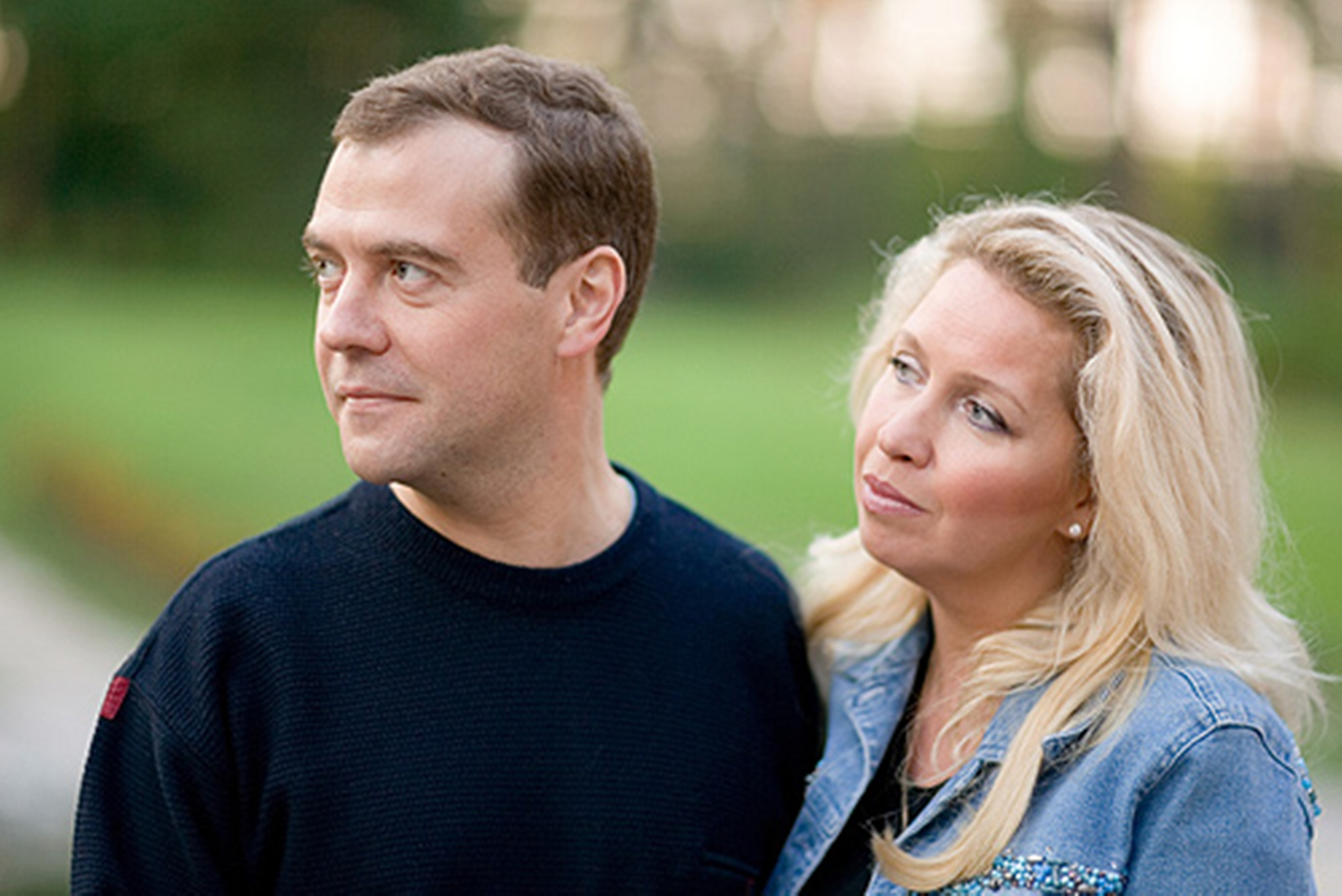
드미트리 메드베데프와 스베틀라나 메드베데바

스베틀라나 블라디미로브나 리니크(러시아어: Светлана Владимировна Линник)란 본명으로 레닌그라드 행정 아래에 있는 크론시타트의 군사 가정에서 태어났다. 학교에서 과외 활동에 활약한 스베틀라나는 중학 시절에 드미트리를 만났다.
1987년 상트페테르부르크 대학교의 경제·재정 대학에서 공부하기 시작한 그녀는 자신의 첫 해에 저녁 코스로 돌리고 전임으로 일하기 시작하였다. 둘은 공부를 마친 후, 1993년에 결혼하였다. 1995년 아들 일리야를 낳고 일하기를 멈추었으며, 같은 해 러시아 정교회의 세례를 받았다.

## 정치적 활동

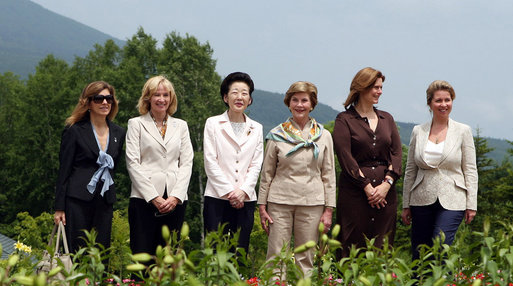
2008년 G8 정상회의에서 정상들의 부인들과 함께 (맨끝)

모스크바로 이주한 후, 메드베데바는 러시아와 이탈리아 사이의 자매도시 밀라노-상트페테르부르크와 베네치아-상트페테르부르크의 두나라 주도권을 지도하여 이 도시들 사이에 관광업을 개발시키는 데 의도하였다. 2006년부터 해마다 바리에서 열리는 러시아 미술 축제를 창시하였다.
2008년 5월 7일 대통령 선거에서 남편이 압승하자 영부인이 되었다. 같은 해 러시아에서 가족의 날 설립을 위하여 창시를 인솔하였다.
현재 메드베데바는 모스크바 총대주교 알렉세이 2세의 축복과 함께 "러시아의 더 어린 세대를 위한 정신적이고 도덕상의 문화" 프로그램의 의장을 맡고 있다. 최근 인터뷰에서 그녀는 가족 정책의 진흥에서 러시아 정부와 러시아 정교회 사이의 상호 작용에 자신의 전망을 상술하였다.
그녀는 프랑스어에도 능통하다.